# Олсон, Марк
Марк О́лсон (англ. Mark Olson; род. 13 августа 1957) — канадский кёрлингист.
В составе мужской сборной Канады участник и бронзовый призёр чемпионата мира 1981. Чемпион Канады среди мужчин (1981).
Играл в основном на позиции третьего.

## Достижения
- Чемпионат мира по кёрлингу среди мужчин: бронза (1981).
- Чемпионат Канады по кёрлингу среди мужчин: золото (1981).

- Почётный приз Collie Campbell Memorial Award (вручается кёрлингисту, который показывает наилучший уровень игры в кёрлинг и наилучшим образом демонстрирует «дух кёрлинга»): 1981.
- Команда «всех звёзд» (англ. All-Stars Team) на мужском чемпионате Канады: 1981[3].

## Команды
| Сезон   | Четвёртый     | Третий         | Второй         | Первый         | Турниры           |
| ------- | ------------- | -------------- | -------------- | -------------- | ----------------- |
| 1980—81 | Керри Бартник | Марк Олсон     | Джим Спенсер   | Рон Каммерлок  | ЧК 1981 · ЧМ 1981 |
| 1992—93 | John Bubbs    | Марк Олсон     | Daryl Currie   | Mike Friesen   |                   |
| 1996—97 | John Bubbs    | Марк Олсон     | Джим Спенсер   | Рон Каммерлок  |                   |
| 1997—98 | Марк Олсон    | Paul Kelly     | Dave Leclair   | Quinn Provost  |                   |
| 1998—99 | Марк Олсон    | Neil Patterson | Dave Leclair   | Paul Kelly     |                   |
| 1999—00 | Марк Олсон    | Peter Nicholls | Dean Dunstone  | Charlie Salina |                   |
| 2000—01 | Dale Duguid   | Марк Олсон     | Peter Nicholls | Стив Гулд      |                   |
| 2001—02 | Вик Петерс    | Марк Олсон     | Крис Ньюфелд   | Стив Гулд      |                   |
| 2002—03 | Вик Петерс    | Марк Олсон     | Крис Ньюфелд   | Стив Гулд      |                   |

(скипы выделены полужирным шрифтом)